# 自动倾斜器
自动倾斜器（軍方稱為旋轉盤）是将经直升机飞行操纵系统传递过来的驾驶员或自动驾驶仪的指令转换为旋翼桨叶受控运动的一种装置。因为旋翼是旋转的，自动倾斜器被用于将驾驶员的指令从不旋转的机身传递到旋转的桨叶。

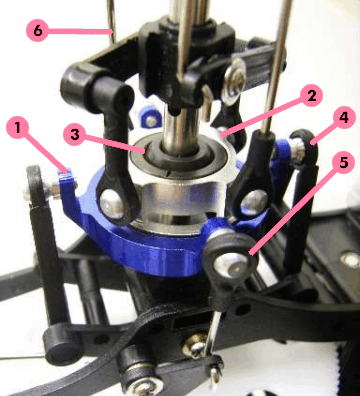
无线遥控直升机上的自动倾斜器
1 不旋转的外环（蓝色）
2 旋转的内环（银色）
3 球铰
4 俯仰操纵（兼有防扭臂作用，防止外环旋转）
5 滚转操纵
6 拉杆（银色，连接到桨叶）
1. 扭力臂（黑色，带动内环旋转）

## 组件
自动倾斜器由两个主要零件组成：一个不旋转环（又称不动环）和一个旋转环（又称动环）。不旋转环（通常位于外侧）被安装在旋翼轴上，并通过一系列推拉杆与周期变距和总距操纵装置相连。它能够向任意方向倾斜，也能垂直移动。旋转环（通常位于内侧）通过轴承被安装在不旋转环上，能够同旋翼轴一起旋转。扭力臂用于保证旋转环与桨叶一起同步旋转。防扭臂则用于阻止不旋转环旋转。这两个环作为一个单元体同时倾斜和上下。旋转环通过拉杆与变距摇臂相连。另外不旋转环还有蜘蛛式和万向节式等不同形式。（注意：中间的银白色的上下轴承是一体的）

## 桨叶的周期变距操纵
周期变距操纵用于改变直升机的滚转和俯仰姿态。驾驶员对周期变距杆（也称驾驶杆）的横向和纵向操纵通过操纵线系或液压助力装置使自动倾斜器向相应的方向倾斜。由于旋转环同桨叶的变距摇臂之间有固定长度的拉杆相连，所以自动倾斜器的倾斜会导致桨叶的桨距发生周期变化，使得旋翼空气动力不对称，桨叶的旋转平面将向所需方向倾斜，旋翼的拉力矢量方向因此发生改变，这样就达到操纵直升机横向和纵向飞行的目的。

## 桨叶的总距操纵
为了操纵旋翼桨叶的总距，整个自动倾斜器必须沿着旋翼轴向上或向下移动，并且不能改变周期变距操纵的方向。常规来讲，整个自动倾斜器是通过一个单独的执行机构（如液压助力器）来实现沿旋翼轴移动的。然而一些新型直升机已经取消了这种复杂的独立机械结构，其功能通过使用三个相互关联的执行机构同时动作来实现。这种操纵方式被称为周期变距和总距混合式。

## 相关
- 万向接头